# Akritas
Akritas (řecky: Ακρωτήριο Ακρίτας) je mys v Řecku, na jihozápadě Peloponésu v jižním cípu Messénie. Tvoří jej jižní část horského hřbetu Likodimon. Nachází se v okrese Pylos-Nestor, 7 mil od Koroni a 21,5 mil od Kalamaty. Je bez vegetace a obklopen skalnatými ostrovy Inoussy.
Ohraničuje vstup do Messénského zálivu Jónského moře ze západu, zatímco mys Tenaron jej ohraničuje z východu.
Ze západu ohraničuje nížinu, která díky své úrodnosti dostala jméno Makaria (řecky: «Μάκαρ πεδίον» ή «Μακαρία»), tedy šťastná nebo požehnaná a je zavlažována řekou Pamisos.
Strabón ho zmiňuje jako Akrit a Pausaniás jako Akritus. V 19. století se nazýval Gallo (Cape Gallo, Κάβο-Γκάλος, zkreslená žíla, Gabo-Gallo).
Spolu s ostrovy Inousy je mys Akritas součástí ekologické sítě Natura 2000.